# Javier Latorre
Javier Antonio García Expósito, conocido como Javier Latorre (Valencia, 1963) es un bailaor, bailarín y coreógrafo español, que recibió el Premio Nacional de Danza 2011 en la modalidad de Creación, que otorga el Ministerio de Cultura de España.

## Biografía
Con tan sólo cuatro años, Latorre comenzó a dar sus primeros pasos en el mundo de la danza. Debutó con dieciséis años en la Compañía Lírica Nacional, trampolín para entrar en 1979 a formar parte del Ballet Nacional de España, bajo la dirección de Antonio Gades ascendiendo a solista bajo la dirección de Antonio Ruiz Soler (Antonio el Bailarín) y primer bailarín con María de Ávila.
Tras ser premiado en el festival francés de Aviñón, fundó en Córdoba junto a otros compañeros en 1988 Ziryab Danza, grupo del que fue director, coreógrafo y primer bailarín y que cosechó un notable éxito con el montaje Hijas del Alba y La fuerza del destino. Un año después, arrasó en el Concurso Nacional de Arte Flamenco de Córdoba con tres premios nacionales, los Juana la Macarrona (Alegrías), Paco Laberinto (Bulerías) y el premio especial Antonio el bailaor más completo. En 1990 participó como artista invitado de Mario Maya en Diálogos del Amargo. También colaboró en Concierto flamenco para un marinero en tierra de Vicente Amigo poco antes de obtener el primer premio de baile del Festival de La Unión en 1994. 
A partir de 1996 vivió una intensa actividad coreográfica para terceros: Lances del Arenal, para la clausura del Congreso Mundial de la Danza de la Unesco en Sevilla; un fragmento de las obras Gitano y Guernika de Antonio Canales; Adiós Nonaino con el Taller de Coreografía del Mercat de les Flors de Barcelona; Suite flamenca de Antonio Márquez; Omega de Enrique Morente y Lagartija Nick; para la compañía de Aida Gómez; Luz del Alma y Poeta para el Ballet Nacional; Cosas de payos de la Compañía Andaluza de Danza; Ombra de La Fura dels Baus; 5 Mujeres 5 de Eva Yerbabuena, en cuyo espectáculo Eva participa en el IV Festival de Jerez. Entre tanto, también intervino en el estreno en Granada de la performance Dadle Café, montada por la Fura dels Baus con motivo del estreno mundial de la película de Andy García sobre Federico García Lorca. 
Latorre montó en 2000 la obra propia Ambi-valencia, que estrenó en el ciclo Flamenco Viene del Sur del Teatro Central de Sevilla y un bienio más tarde presentó en el Festival de Jerez. También dirigió y coreografió junto a Fernando Romero Pura Intención, encargo del Gran Teatro de Córdoba para la inauguración de su Concurso Nacional de Flamenco de 2001.
El 27 de abril del 2001, Latorre convocó a los medios de comunicación en la Sala Endanza de Sevilla, para denunciar la situación del flamenco, a través de la lectura de un manifiesto en el que expuso sus opiniones como intérprete, coreógrafo, docente, la crítica, la ética y los eventos representativos para este arte, que buscaba la significación del flamenco en España.
Con la intención de crear una institución de danza y coreografía de cara a su retirada de los escenarios, Latorre creó la comedia flamenca Rinconete y Cortadillo, coproducción del Festival Internacional de Música y Danza de Granada y la Bienal de Sevilla que se estrenó el 5 de julio de 2002.
En 2003 dejó definitivamente el escenario para dedicarse a la docencia y a la coreografía. Entre 2005 y 2007 impartió clases de Pedagogía y Coreografía del Flamenco en el Conservatorio Superior de Danza de Málaga. En 2006, firmó un acuerdo de colaboración con el Instituto Municipal de Artes Escénicas de Córdoba y abrió el Centro de Danza "Javier Latorre" en el Teatro de la Axerquía de la capital cordobesa. A partir de este momento, su compañía pasa a ser Compañía Residente del Gran Teatro de Córdoba.
Como asesor coreográfico, participó en el espectáculo como ¡Viva Jerez! en 2008. En 2009, fue coreógrafo de Fedra de Miguel Narros, protagonizada por Lola Greco, y en la película Flamenco Flamenco de Carlos Saura. Además, en ese mismo año dirigió la coreografía de La Celestina con Shoji Kojima, bailaor flamenco japonés, con el que trabajará en otros espectáculos más adelante.
En 2010 dirigió la coreografía del espectáculo El duende y el reloj, obra que su guion original corresponde a Philippe Donnier, con estética de manga japonesa, es un espectáculo que se puede describir como infantil, se basa en que el compás del flamenco consiste en esquemas numéricos. Volvió a trabajar con Kojima y su compañía, en 2011 en la Gala de Fukushima, en Tokio. Realizó la coreografía e interpretación de Fatum con Kojima, espectáculo del cual se inspiraron con la Fuerza del Destino, estrenado en 2014, con el motivo del XX Concurso Nacional de Arte Flamenco de Córdoba.
En 2015 se encargó de la dirección y la coreografía del Homenaje a Paco Cepero. En 2016 realizó la coreografía e interpretación de A ese chino no le canto con Kojima. También, realizó la interpretación del documental Capital Cultural de Córdoba.

## Obra
- 1989 "Hijas del Alba" Ziryab-Danza.- Coreografía, dirección e interpretación.[11]
- 1990 "La Fuerza del Destino" Ziryab-Danza.- Coreografía e interpretación.
- 1990 "Buscando a Carmen". Serie TV Canal Sur.- Coreografía e interpretación.
- 1990 "Homenaje a La Argentina". Teatro María Guerrero. - Coreografía.
- 1994 "Lances del Arenal". Fundación Cristina Heeren.- Coreografía.
- 1995 "Movimiento Flamenco. Cía. Antonio Márquez.-Coreografía.
- 1995 "Guernica". Cía Antonio Canales.- Fragmento coreográfico.
- 1997 "Omega". Enrique Morente.Lagartija-Nick.-Coreografía e interpretación.
- 1997 "Musa Gitana. Cía. Paco Peña.- Coreografía.
- 1998 "Poeta". Ballet Nacional de España.- Coreografía.
- 1998 "Ombra". La Fura dels Baus.- Coreografía e interpretación.
- 1998 "Luz de Alma". Ballet Nacional de España.- Coreografía.
- 1998 "Cosas de Payos". Cía Andaluza de Danza.- Coreografía.
- 1998 "Solos en compañía". Compañía Aira Gómez. - Coreografía.
- 2000 "Ambivalencia". Cía. Javier Latorre.-Coreografía, dirección e interpretación.
- 2000 "Réquiem por Antonio". Cía Javier Latorre.- Coreografía e interpretación.
- 2000 "5 Mujeres 5". Cía. Eva Yerbabuena.- Fragmento coreográfico.
- 2001 "Pura Intención". Prod. Gran Teatro de Córdoba.- Coreografía e interpretación.
- 2002 "Rinconete y Cortadillo". Compañía Javier Latorre.- Coreografía.[12]
- 2003 "Andanzas". Cía. Somorrostro. Taller de Musics.- Coreografía.
- 2003 "Penélope". Ballet Español de Murcia.- Coreografía.
- 2003 "Inmigración". Cía. Ángeles Gabaldón.- Fragmento coreográfico.
- 2004 "El Loco". Ballet Nacional de España.- Coreografía.[11][13]
- 2004 "Triana, en el nombre De La Rosa". Cía Javier Latorre.- Coreografía y Dirección.
- 2004 "Tarantos, el musical". Prod. Focus.- Coreografía.[14]
- 2004 "Triana en el nombre de la rosa". Compañía Javier Latorre. - Coreografía.
- 2005 "El Celoso". Ballet Español de Murcia.- Coreografía.
- 2006 "Por qué se frotan las patitas?". Musical Cine. Prod. Tesela P.C.- Coreografía.
- 2006 "Inconnexus XXI". Cía. Somorrostro. Taller de Musics.- Coreografía.
- 2006 "Réquiem por la Tierra". Cía. Paco Peña.- Coreografía.
- 2006 "Homenaje a Fosforito". Prod. Gran Teatro de Córdoba.- Coreografía y dirección.
- 2006 "Doña Francisquita". Zarzuela, Prod. Teatro Villamarta, Jerez.- Coereografía.
- 2007 "Homenaje al Concurso Nacional de Córdoba". Prod. Gran Teatro de Córdoba.- Coreografía y dirección.
- 2007 "4 Poetas en Guerra". Cía. Shoji Kojima.- Coreografía y dirección.
- 2007 "Femenino Plural". Cía. Ángeles Gabaldón.- Fragmento coreográfico.
- 2008 "Viva Jerez". Musical Prod. Teatro Villamarta, Jerez.- Coordinación coreográfica.
- 2008 "El Bateo y De Madrid a París". Zarzuela Prod. Teatro de la Zarzuela.- Coreografía.
- 2008 "El Indiano". Cía. David Morales.- Fragmento coreográfico.
- 2008 "Hijas del Alba" (reposición). Ballet Español de Murcia.
- 2009 "Fedra". Prod. Faraute-Macandé.- Coreografía.[8][11]
- 2009 "Mi Último Secreto". Cía. Mercedes Ruiz.- Fragmento coreográfico.
- 2009 "Cálida Hondura". Cía. Daniel Navarro.- Fragmento coreográfico.
- 2009 "De Córdoba a Cádiz" y "De Aquí y de Allá". Prod. Tablao El Cordobés".- Coreografía y dirección.
- 2009 "Amor de Solana". Talleres coreográficos Centro Andaluz de Danza.- Coreografía.
- 2009 "5 Piezas". Talleres coreográficos Institut del Teatre, Barcelona.- Coreografía.
- 2009 "Flamenco, Flamenco". Musical cine. Carlos Saura.- 2 Escenas,coreografía.
- 2009 "La Celestina". Cía. Shoji Kojima.- Coreografía y dirección.
- 2010 “El duende y el reloj”. Cía Javier Latorre. Coreografía y dirección. Guion original de Philippe Donnier.[9]
- 2011 Gala por Fukushima. Tokio. Compañía Shoji Kojima. Coreografía e interpretación.
- 2012 “Ángeles Caídos”. Ballet Nacional de España. Fragmento coreográfico.
- 2012 ” Quijote, al compás de un sueno “Coreografía, Dirección y Letras.”
- 2014 "Fatum" Cia. Shoji Kojima. Coreografía e interpretación.[10]
- 2015 "Homenaje a Paco Cepero".Coreografía y dirección.
- 2016 "A ese chino no le canto". Cia Shoji Kojima. Coreografía e interpretación.
- 2016 Documental Capital Cultural Córdoba. Interpretración.
- 2017 Poeta en la Mar - Fragmento Coreográfico.
- 2018 "Alba", Cía. Mijal Natan, (Tel Aviv). Coreografía y dirección.
- 2018 "Letras de Oro". Coreografía y Dirección.

## Premios
- 1989 - Concurso Nacional de Arte Flamenco de Córdoba: Juana la Macarrona (Alegrías), Paco Laberinto (Bulerías) y el premio especial Antonio el bailaor más completo.[4]
- 1994 - Premio El Desplante del Festival de las Minas de La Unión.[15][16]

- 2011 - Premio Nacional de Danza, en la modalidad de Creación, que otorga el Ministerio de Cultura de España.[2]
- 2012 - Premio Giraldillo a la Maestría, de la Bienal de Sevilla.[17]